# Congo Telecom
 (octobre 2017).
Congo Telecom est une société de télécommunications et opérateur de téléphonie congolaise dont le siège est à Brazzaville.

## Histoire
Congo-Télécom est renommé ainsi le 18 août 2009, son ancienne appellation est Société  des Télécommunications du Congo (SOTELCO), qui est l'opérateur historique des télécommunications en République du Congo, crée en mars 2003 à la suite de la dissolution de l’Office Nationale des Postes et Télécommunications.
Congo Télécom est une société anonyme unipersonnelle (S A U) avec Administrateur Général, dont le capital  initial évalué à la création était de 200 millions de FCFA, puis réévalué en juin 200 à 5,2 milliard de FCFA.
Congo Telecom est une société anonyme unipersonnelle détenue à 100% par l'État Congolais. Il est le principal opérateur des télécommunications en République du Congo bénéficiant du monopole de la téléphonie fixe et du réseau de fibre optique le plus étendu et le plus avancé du pays.